# Laurent Ciman
Laurent Franco Ciman (ur. 5 sierpnia 1985 w Farciennes) – belgijski piłkarz występujący na pozycji środkowego obrońcy, zawodnik Toronto FC. W latach 2010–2018 reprezentant Belgii.

## Kariera klubowa
1 lipca 2004 Laurent Ciman rozpoczął zawodową karierę w belgisjkim klubie Royal Charleroi. W debiutanckim sezonie rozegrał dla niego trzynaście meczów w Eerste klasse, a w kolejnych rozgrywkach brał udział w osiemnastu spotkaniach. Miejsce w podstawowej jedenastce Ciman wywalczył sobie w sezonie 2006/2007, kiedy to wystąpił 30 ligowych pojedynkach i razem z drużyną zajął piąte miejsce w tabeli. Łącznie dla Sportingu Charleroi belgijski obrońca rozegrał w pierwszej lidze 85 meczów, strzelając 3 gole.
1 lipca 2008 Ciman podpisał trzyletni kontrakt z Club Brugge, kwota odstępnego 1,2 mln euro. W nowym zespole zadebiutował 29 sierpnia 2008 na stadionie Stade Leburton (Tubize) w wygranym 4:1 wyjazdowym meczu z AFC Tubize i od tego czasu stał się jego podstawowym zawodnikiem. Sezon 2009/2010 piłkarz spędził na wypożyczeniu w KV Kortrijk, gdzie zanotował 34 występy i 3 bramki.
1 lipca 2010 Ciman został sprzedany przez działaczy Club Brugge do Standardu Liège. 22 stycznia 2015 podpisał trzyletni kontrakt z kanadyjskim klubem Montreal Impact. W MLS zadebiutował 7 marca 2015 na stadionie RFK Stadium (Waszyngton, Stany Zjednoczone) w przegranym 0:1 meczu z D.C. United. Zawodnikiem Montrealu był przez 3 sezony. Następnie występował w Los Angeles FC, a 28 sierpnia 2018 przeszedł do francuskiego Dijon FCO, grającego w Ligue 1.
27 grudnia 2018 kanadyjski klub Toronto FC poinformował, że pozyskał reprezentanta Belgii Laurenta Cimana.

## Kariera reprezentacyjna
Ciman ma za sobą występy w reprezentacji Belgii do lat 21, z którą dotarł do półfinału Mistrzostw Europy U-21 2007.
W 2007 Ciman po raz pierwszy został powołany do dorosłej reprezentacji na mecz z Finlandią w ramach nieudanych dla Belgów eliminacji do Euro 2008. W 2008 Ciman znalazł się natomiast w kadrze na Igrzyska Olimpijskie w Pekinie. Belgowie w turnieju piłkarskim zajęli czwarte miejsce przegrywając w meczu o brązowy medal z Brazylią 0:3. Na igrzyskach Ciman pełnił rolę rezerwowego i wystąpił tylko w przegranym 1:4 spotkaniu półfinałowym z Nigerią. Wówczas na boisku pojawił się w 75. minucie, a w 88. minucie strzelił honorowego gola dla swojej drużyny.
Oficjalny debiut w seniorskiej reprezentacji Ciman zanotował 19 maja 2010 w zwycięskim 2:1 towarzyskim meczu z Bułgarią.